# Dionís Pirros
Dionís Pirros (grec: Διονύσιος Πύρρος)  (Kastania, 1774 - Atenes, 12 de febrer de 1853 (Julià)) va ser  monjo, metge, escriptor i editor grec.
Dionís Pirros era un monjo de Tessàlia. Va estudiar a les escoles del seu propi país, a Tyrnavos i Kydonies. Va ensenyar a Ioannis Pesaro i Benjamin Lesvio. Va estudiar medicina a Itàlia i, quan va tornar, va ensenyar filosofia i ciència a Atenes. Després de la Revolució, tornà a Atenes, dedicat a l'escriptura i la pràctica de la medicina. A més dels seus escrits es va oucupar de l'elaboració de mapes, esferes celestes i globus terraqüis. També va intentar posar en marxa una indústria de fabricació de paper, que no va prosperar. Va impulsar la impressió litogràfica a Atenes. La seva producció editorial es calcula en uns 25.000 volums que abasten una àmplia varietat de temes: medicina, geografia, història, religió, moral, gramàtica.... Va morir el 13 de febrer de 1853.